# Arete Industrial Sicav
ARETE INDUSTRIAL SICAV a.s. je správce aktiv orientovaný na země západní Evropy a regionu střední a východní Evropy. Skupina sídlí v Praze v České republice a kanceláře se nacházejí také na Slovensku a v Singapuru. Poskytuje řešení v oblasti správy investic institucionálním investorům, finančním zprostředkovatelům a individuálním klientům zaměřená na nemovitosti a energetickou infrastrukturu. Za dobu svého působení zajistila klientům nadprůměrné výnosy.[zdroj?]
Skupina od počátku realizuje strategii investování do nemovitostí prostřednictvím regulovaných investičních fondů. V jejím pozadí stojí tým realitních profesionálů s mnohaletými mezinárodními zkušenostmi. Od svého založení skupina uzavřela dva investiční nemovitostní produkty a vyplatila investorům nadstandardní výnosy, což je na českém a slovenském trhu ojedinělé. V roce 2020 otevřela třetí investiční produkt, fond ARETE INDUSTRIAL SICAV, který se soustředí na investice do kvalitních průmyslových nemovitostí a jejich výstavbu.[zdroj?]

## Historie
Investiční a nemovitostní skupina ARETE, za níž stojí spoluzakladatelé Robert Ides a Lubor Svoboda, byla založena v roce 2014. První investice byly směřovány do bytových domů, které byly následně prodány se ziskem. Ve druhé etapě byly investice skupiny přesměrovány do průmyslových nemovitostí.[zdroj?]
Jako první fond byl skupinou založen ARETE INVEST CEE v roce 2015. Rezidenční portfolio bylo pořízeno v roce 2015, poté bylo restrukturalizováno a fond uzavřen v roce 2017 s hrubým výnosem 39 % p.a. V roce 2016 byl založen druhý investiční produkt zaměřený na investice do průmyslových nemovitostí. Podfond ARETE INVEST CEE II uzavřel investiční cyklus v roce 2021 s průměrným vyplaceným hrubým výnosem 11 % p.a. Třetí investiční produkt, fond ARETE INDUSTRIAL SICAV, byl spuštěn v roce 2019 za účelem pokračování v úspěšné strategii při investování do stejné třídy aktiv – průmyslových nemovitostí v regionu CEE a západní Evropy. Ve srovnání s druhým investičním produktem by jeho objem spravovaných aktiv měl být přibližně čtyřnásobný.

## Fond ARETE INDUSTRIAL SICAV
Fond ARETE INDUSTRIAL SICAV byl založen jako druhý fond a třetí nemovitostní investiční produkt skupiny ARETE. Zaměřuje se na investice do kvalitních výrobních a logistických nemovitostí se stabilním výnosem, které mají navíc rozvojový potenciál. Portfolio fondu tvoří tzv. industriální parky. Do portfolia jsou pořizovány především dokončené a obsazené (tj. pronajaté) nemovitosti. Portfolio je dále doplňováno o novou výstavbu pro zvýšení celkového výnosu. Nemovitosti v portfoliu fond aktivně spravuje a rozvíjí s cílem udržitelně zvyšovat jejich výnos. U všech parků v portfoliu je realizována certifikace BREEAM.[zdroj?]
Hlavním investičním regionem fondu jsou Česká republika, Slovensko a Polsko doplněné o další země regionu CEE a západní Evropy.[zdroj?]
Cílem fondu je vybudovat stabilní, diverzifikované portfolio s vyváženou strukturou nájemců v hodnotě 500 milionů EUR tvořené více než 300.000 m² pronajímatelných ploch výrobních a skladových hal. Fond je otevřen pro kvalifikované investory. Konec investičního cyklu fondu je plánován na rok 2027, kdy bude fond uzavřen a investorům vyplacen výnos.[zdroj?]
Fond je plně licencován, regulován a dozorován Českou národní bankou (ČNB), regulován je také v rámci EU AIFMD. Fond je řádně notifikován u Bundesanstalt für Finanzdienstleistungsaufsicht (BAFIN), Finanzmarktaufsicht Österreich (FMA) a Národné banky Slovenska (NBS) pro nabízení na území Německa, Rakouska a Slovenska.

## Portfolio fondu ARETE INDUSTRIAL SICAV
Stav k 1. 1. 2025.
- ARETE Park Zgorzelec-Görlitz, Polsko (výroba, logistika, pronajímatelná plocha: 65 000 m²)
- ARETE Park Plzeň, Česká republika (výroba, logistika, skladování, pronajímatelná plocha: 18 000 m²)
- ARETE Park Valašské Meziříčí, Česká republika (logistika, pronajímatelná plocha: 25 000 m²)
- ARETE Park Kežmarok, Slovensko (výroba, skladování, pronajímatelná plocha: 15 000 m²)
- ARETE Park Zdice, Česká republika (výroba, skladování, logistika, pronajímatelná plocha: 25 000 m²)
- ARETE Park Rokycany I, Česká republika (výroba, logistika, pronajímatelná plocha: 24 000 m²)
- ARETE Park Vráble, Slovensko (výroba, logistika, pronajímatelná plocha: 14 000 m²)
- ARETE Park Beluša, Slovensko (výroba, pronajímatelná plocha: 16 000 m²)
- ARETE Park Trenčín, Slovensko (logistika, skladování, pronajímatelná plocha: 8 000 m²)
- ARETE Park Rokycany II, Česká republika (logistika, skladování, pronajímatelná plocha: 30 000 m²)
- ARETE Park Dunajská Streda, Slovensko (logistika, pronajímatelná plocha: 42 000 m²)
- ARETE Park Milovice, Česká republika (výroba, pronajímatelná plocha: 17 000 m²)

## Galerie

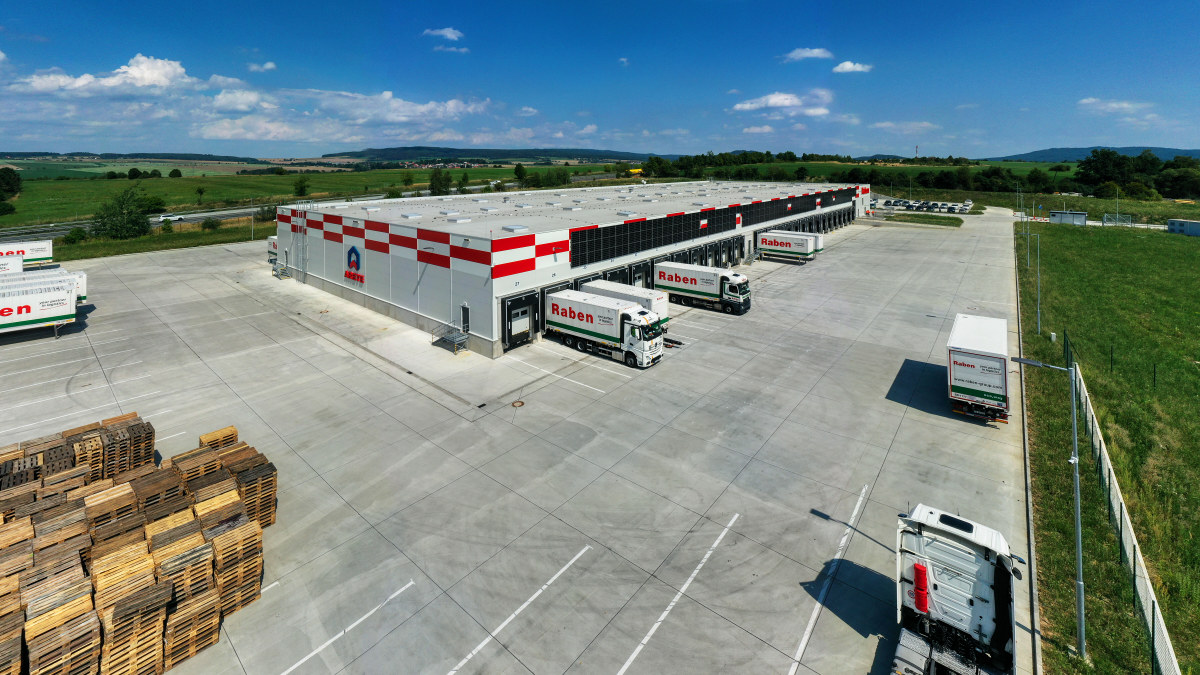
ARETE Park Rokycany I
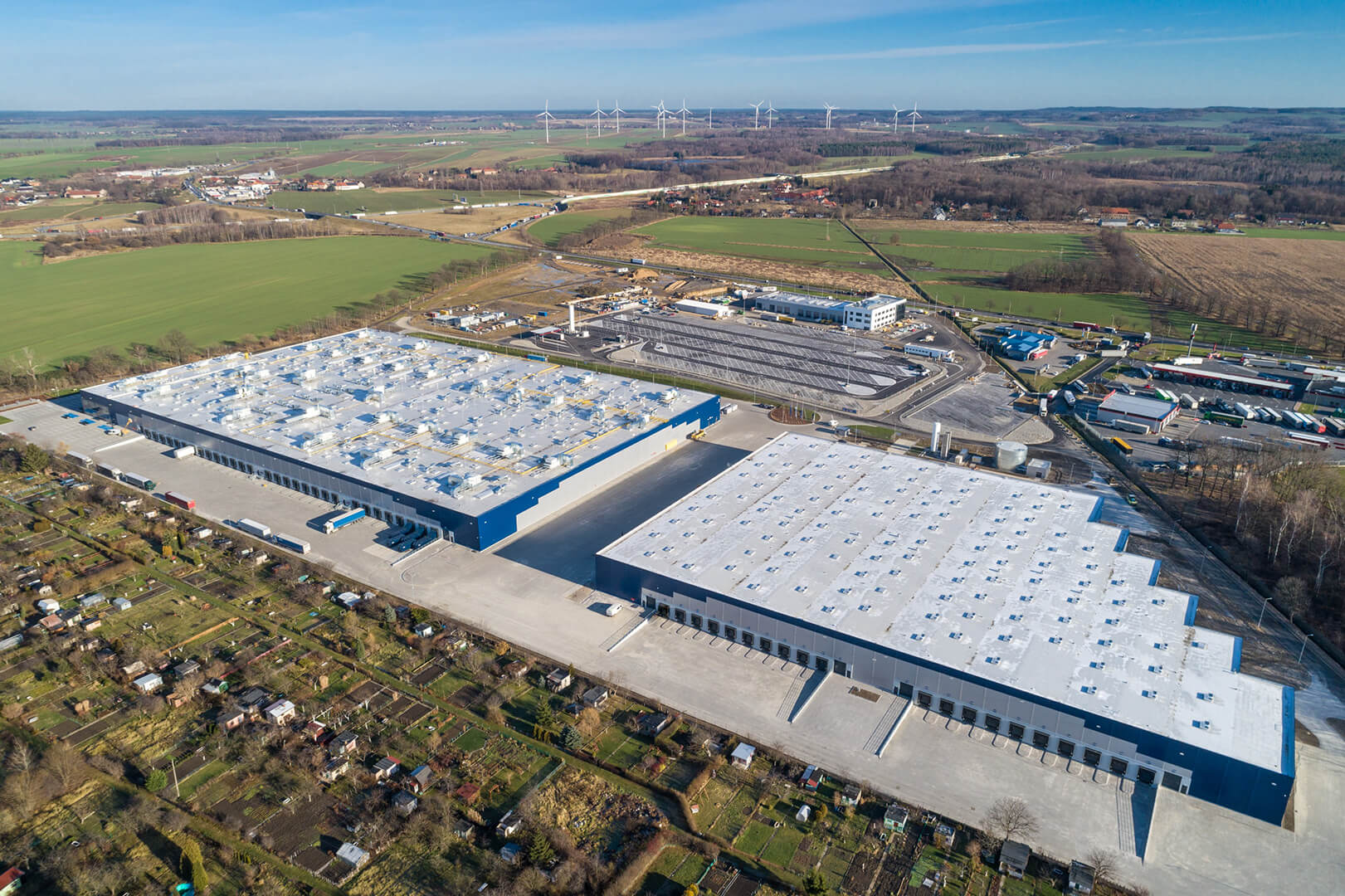
ARETE Park Zgorzelec-Görlitz
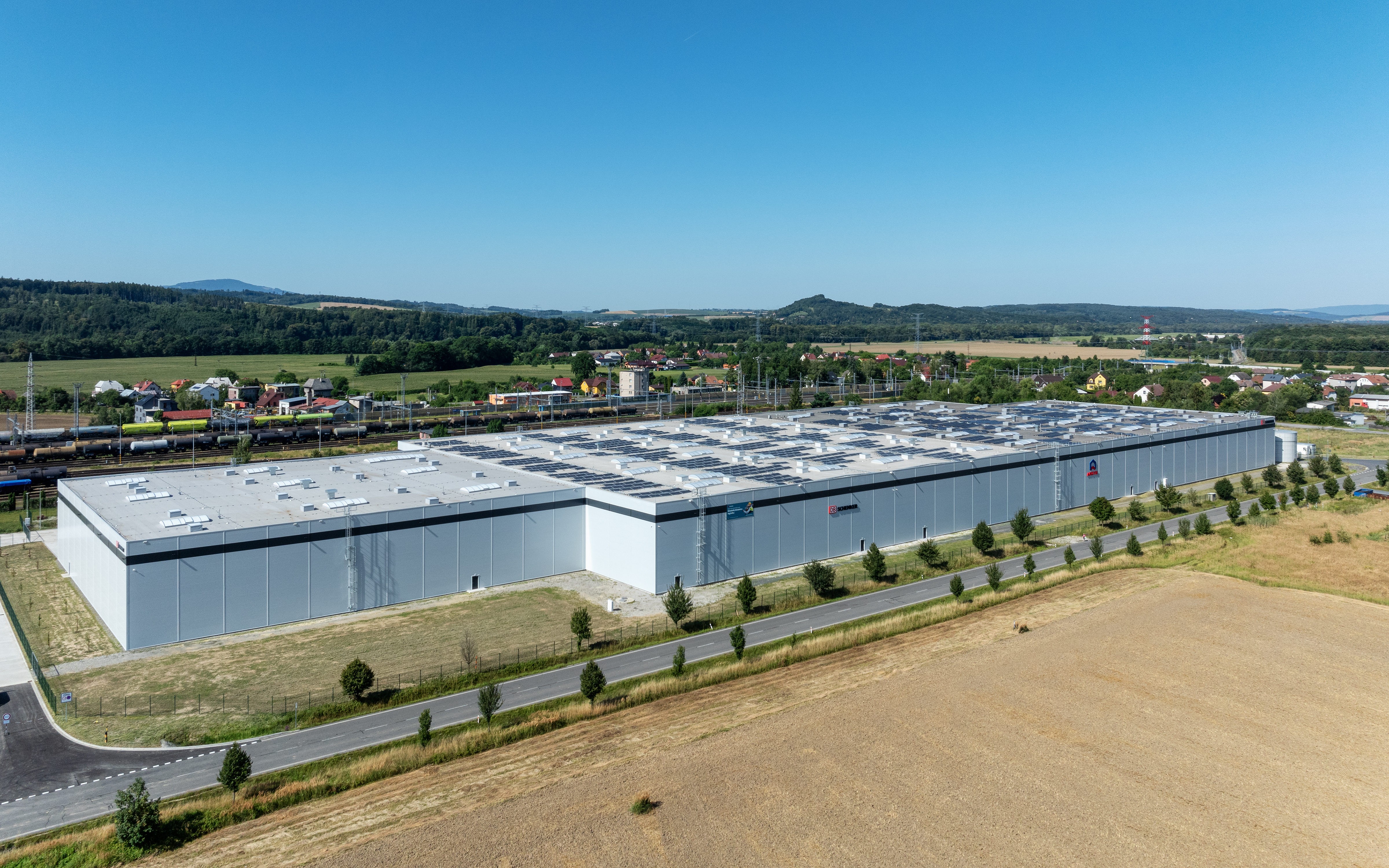
ARETE Park Valašské Meziříčí
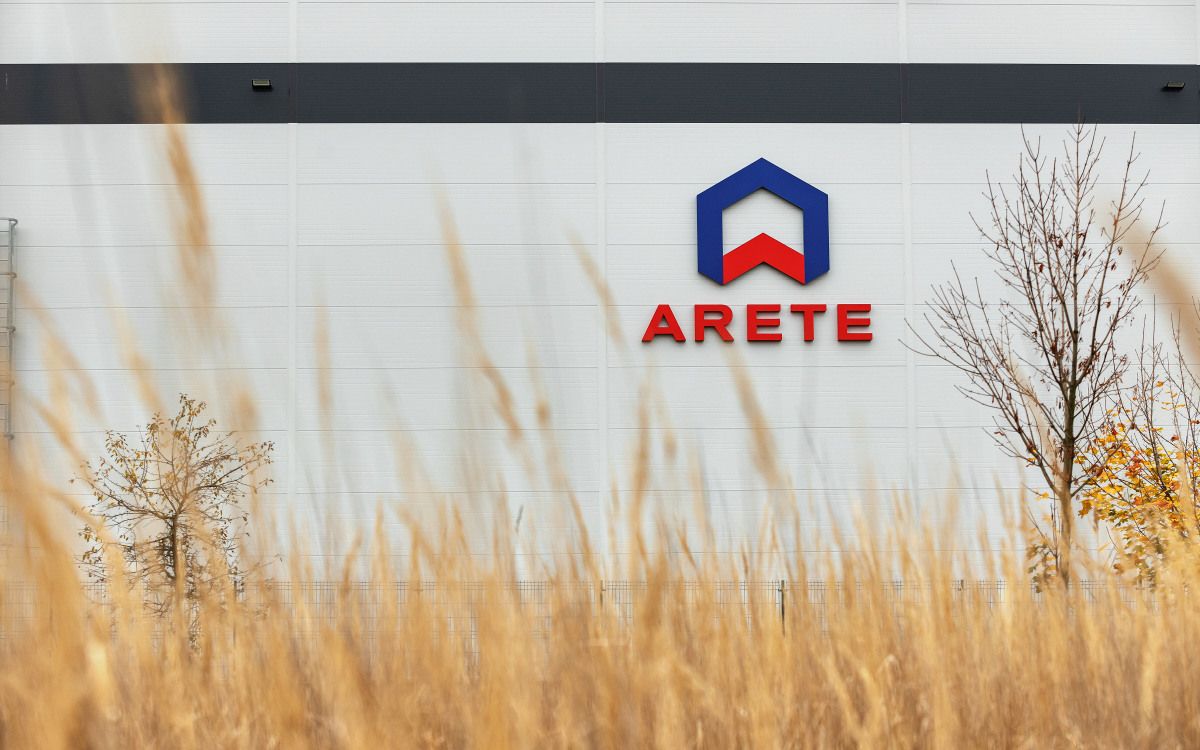
ARETE Parky - logo
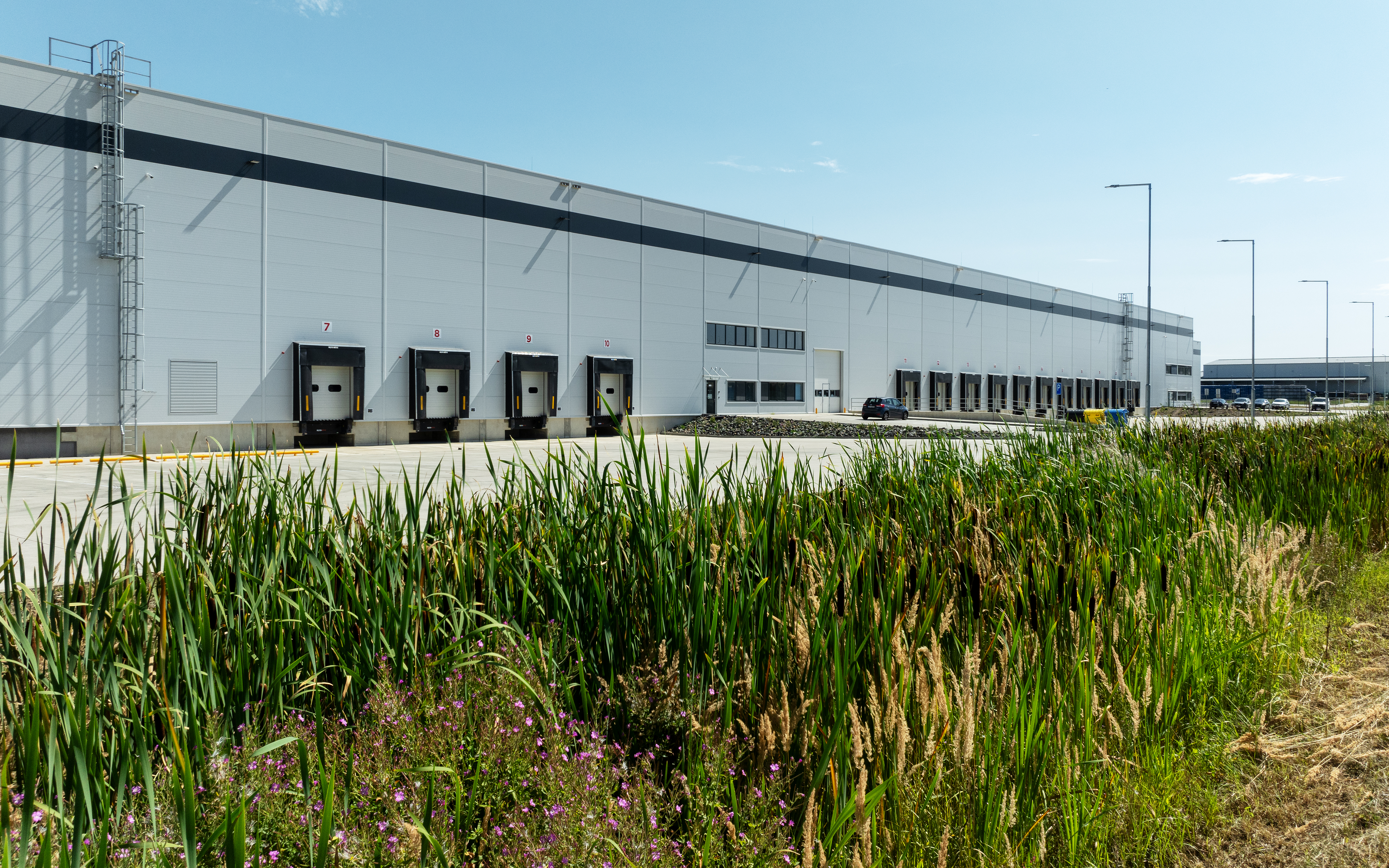
ARETE Parky - zeleň